# Nephelistis pulcherrima
Nephelistis pulcherrima är en fjärilsart som beskrevs av Köhler 1947. Nephelistis pulcherrima ingår i släktet Nephelistis och familjen nattflyn. Inga underarter finns listade i Catalogue of Life.